# Pablo Hinojos-Gonzalez
Pablo Hinojos-Gonzalez, noto anche come Paul Hinojos (Los Angeles, 17 luglio 1975), è un bassista e chitarrista statunitense.

## Biografia
Dopo aver cominciato a fare musica nella band At the Drive-In, allo scioglimento di tale gruppo è inizialmente convogliato con tre quinti del gruppo nel progetto Sparta, per poi abbandonarlo per tornare a collaborare con gli altri due quinti del disciolto gruppo, Omar Rodríguez-López e Cedric Bixler Zavala, e unirsi al loro progetto The Mars Volta.
Nei The Mars Volta si occupa di basso, chitarre e manipolazione del suono, ruolo quest'ultimo precedentemente ricoperto nel gruppo da Jeremy Michael Ward fino alla morte di quest'ultimo.